# Air France (musikgrupp)
Air France var en popgrupp från Göteborg. Bandet bestod av Joel Karlsson och Henrik Markstedt.
2006 släppte de EP:n On Trade Winds på det Göteborgsbaserade skivbolaget Sincerely Yours. Skivan spelades in i stadsdelen Johanneberg i Göteborg och musiken var tänkt att spegla bandets "fantasivärld". Skivan skulle då utspela sig i en fyr, "där fönstren är sönder och ljuden från havet, fiskmåsarna, vågorna, tränger in genom de trasiga rutorna." Eskapism är ett ord som man skulle kunna förknippa med Air France.
| ”                | Många som lyssnar på vår musik tror att vi längtar bort, men det är inte riktigt så. Beach party är mer än något annat en hyllning till alla fester i skärgården, även om den låter som ett party i Karibien. | „ |
| – Joel Karlsson, | |   |

2008 släppte de sin andra EP No Way Down på samma skivbolag nationellt och även på Acephale Records och Something in Construction internationellt.
Gruppen splittrades 2012.

## Diskografi

### EP
- 2006 – On Trade Winds
- 2008 – No Way Down